# 苏布台乡
苏布台乡，是中华人民共和国新疆维吾尔自治区伊犁哈萨克自治州尼勒克县下辖的一个乡镇级行政单位。

## 行政区划
苏布台乡下辖以下地区：
尤喀克买里村、克其克苏布台村、套苏布台村和博尔博松村。